# Poul Chievitz
Poul Chievitz (19. juni 1817 i Christianshavn – 6. august 1854 i København) var en dansk forfatter.
Han grundlagde i 1840 det satiriske ugeskrift Corsaren sammen med Meïr Aron Goldschmidt, men skrev kun en enkelt artikel i tidsskriftet og forlod tidsskriftet, så snart censuren begyndte at lægge pres på det. 

Hans væsentligste værk er romanen Fra Gaden, der udkom i december 1847, altså umiddelbart før forfatningskampen og den slesvigholstenske krig brød ud i marts 1848.
Romanen står i et sært spændingsforhold i forhold til Biedermeier-periodens borgerskab, som den på den ene side betragter med spot og hån, men på den anden side drages uimodståeligt imod. Den parodierer intrige, figurtegning og handlingsforløb i fru Gyllembourgs romaner, men ender alligevel med at gennemspille et lignende forløb inklusive de usandsynlige sammenfald, de besynderligt sammenviklede handlingstråde og den borgerlige ægteskabsindgåelse i romanens slutning.